# Großsteingräber bei Eickstedt
Die Großsteingräber bei Eickstedt waren mehrere megalithische Grabanlagen unbekannter Zahl der jungsteinzeitlichen Trichterbecherkultur bei Eickstedt, einem Ortsteil von Randowtal im Landkreis Uckermark (Brandenburg). Sie wurden vermutlich in der zweiten Hälfte des 19. Jahrhunderts zerstört. Leopold von Ledebur berichtet, dass um 1845 auf den Rollbergen bei Eickstedt noch Hünengräber existierten. Über Anzahl, Form und Maße macht er keine näheren Angaben. Am gleichen Ort wurde 1835 beim Pflügen ein kleiner Krug mit unkenntlichen Münzen gefunden.